# 韩国铁道公社1000系电力动车组
韩国铁道公社1000系电力动车组（：／）是韩国铁道公社的一款通勤型电力动车组。

## 概况
1000系电力动车组是广域电铁的第1款列车，是交直两用车辆，一共分为3代，由川崎重工业、东急车辆制造、近畿车辆、大宇重工业和韩进重工业负责生产，在1974年8月15日正式使用。运行于首都圈电铁1号线的京元线、京釜线、京仁线区间（为25000V、60Hz交流电区间），亦包括首尔地铁营运的首尔地铁1号线（为1500V直流电区间）。列车客室车门为内藏门，每节车厢共4对车门，列车在两端设有紧急出口，目前均为10辆编组。

## 使用情况

### 第1代
第1代列车在1974年至1979年期间生产，外涂装为黄、绿色。当时为6编组，所属车组编号为101-141（车厢编号为1001-1101至1041-1141），配属于九老车辆基地。其中车组编号为101-114及129-135的是由川崎重工业於1974年建造，而115-128及136-141为大宇重工业於1976年-1979年間建造。列车外观与日本国铁103系电力动车组、日本国铁301系电力动车组和首尔地铁1000系电阻控制电力动车组相似，而电气设备又参考了日本国铁415系电力动车组。列車在投入服務初期不設任何空調設備(只設有電風扇)，車窗可以自由打開，直至1988年才加裝空调設備。
所有的第1代列车已于1999年至2004年間陆续退役。部分列車被保留：
- 1001、1115、1315号车厢存放至韩国铁道博物馆中。
- 1019及1119號車廂存放於慶尚北道尚州市某處。
- 1106、1109号车厢则变为仁川论岘洞的一間餐厅[1]，這2個車廂最終於2015年被拆毀。
- 1107號車廂存放於江原道洪川郡，並改裝成的一間餐廳。
- 1032號車廂存放於大田東區，並改裝成的一間餐廳。
- 1134號及1514號車廂存放於京畿道驪州市一家博物館作展覽用途。

### 第2代(중저항)
为迎接1986年第一届亚洲冬季运动会及1988年夏季奥林匹克运动会，列车开始更改为10编组。第2代列车在1986年至1992年期间分2批生产，车组编号为142-173，配属于里门车辆基地和九老车辆基地。同时列车早期的涂装和外观较第1代列车亦有不同，另外新車投入服務時亦已設有空調設備。在2005年1月1日国营公司化后，列车的涂装更换为红、蓝、白三色。在2003年2月18日大邱地铁纵火案发生后，列车材料全部改为了防火材料。在2007年，列车的车门及车窗均进行了更新。
由于列车保养不善，目前车组编号为153、157、163和165早於2006年退役。其餘的第2代列車於2012年1月起陸續退役，最後一列服役的第2代列車為173，於2017年3月30日退役。部分列車被保留作特別用途：
- 1065、1165：存放在京畿道楊平郡的舊九屯站，用作訓練車長用
- 1171、1771：存放於慶北專門大學校作教學用途

### 第3代(신저항)
第3代列车在1994年至1997年期间生产，所属车组编号为174-181和183-186，配属于九老车辆基地。外观与第2代列车略有不同，但早期涂装与第2代列车相同。在2003年2月18日大邱地铁纵火案发生后，列车材料全部改为了防火材料。2005年1月1日国营公司化后，列车的涂装更换为红、蓝、白三色。
該批列車已经于2020年全部退役。

## 车辆图片

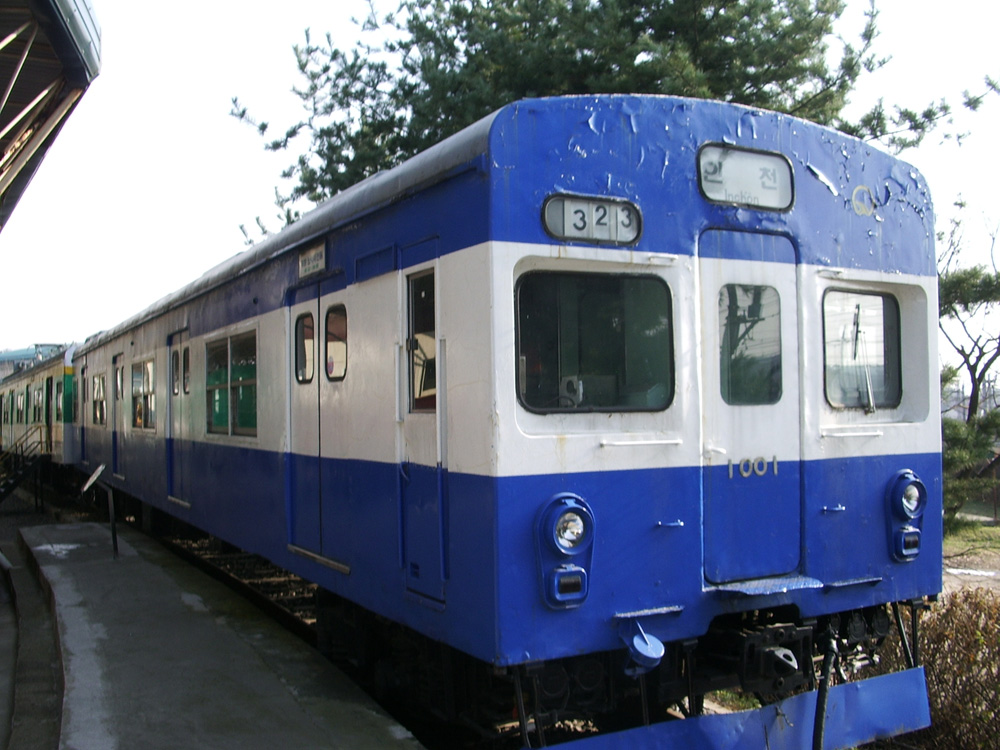
存放于铁道博物馆中为1001号的第1代列车
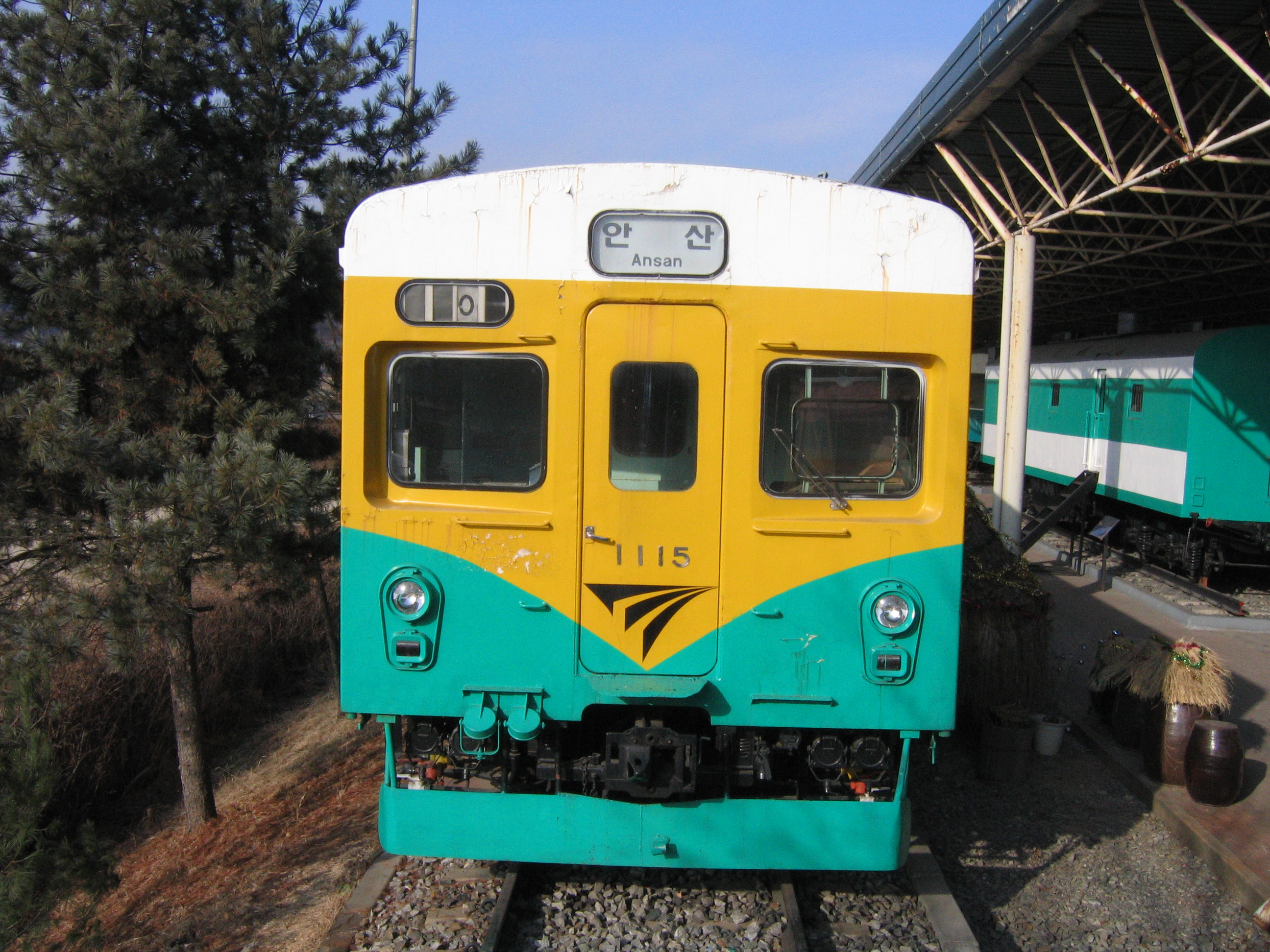
存放于铁道博物馆中为1115号的第1代列车
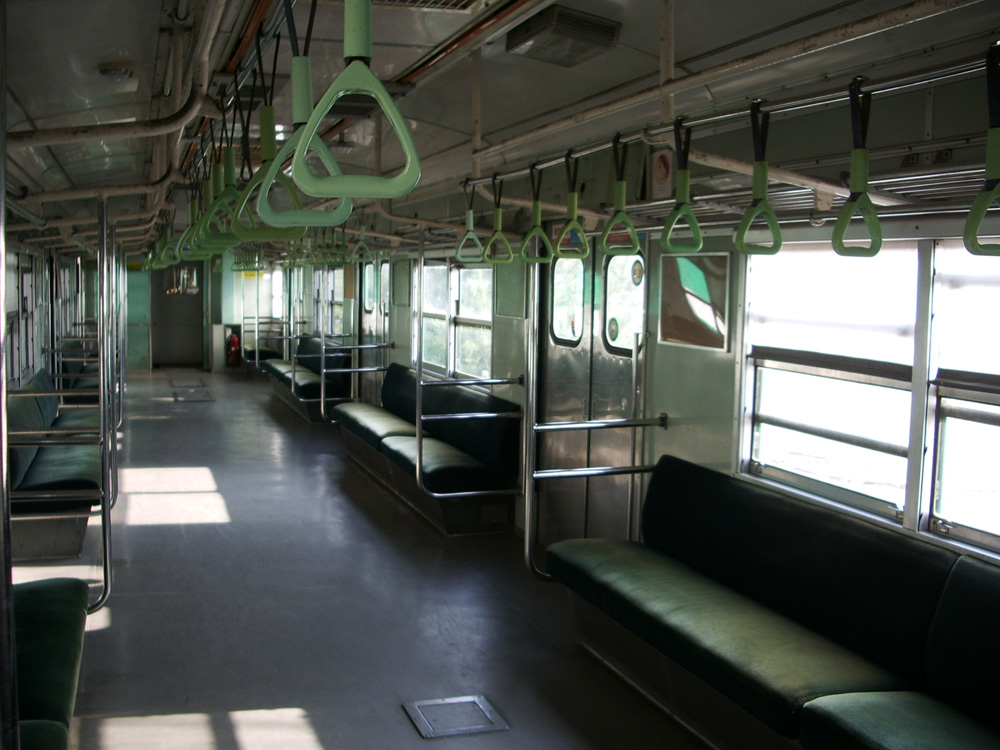
第1代列车客室
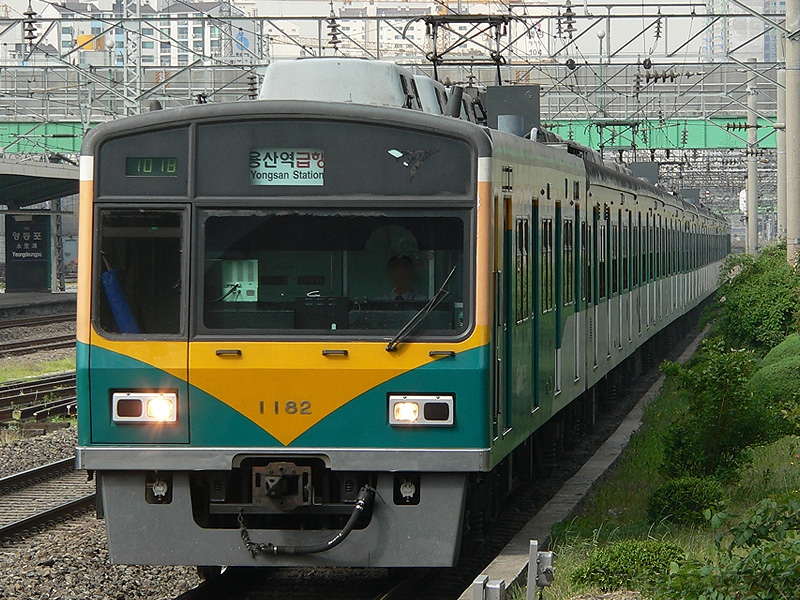
第3代列车早期涂装（摄于永登浦站）
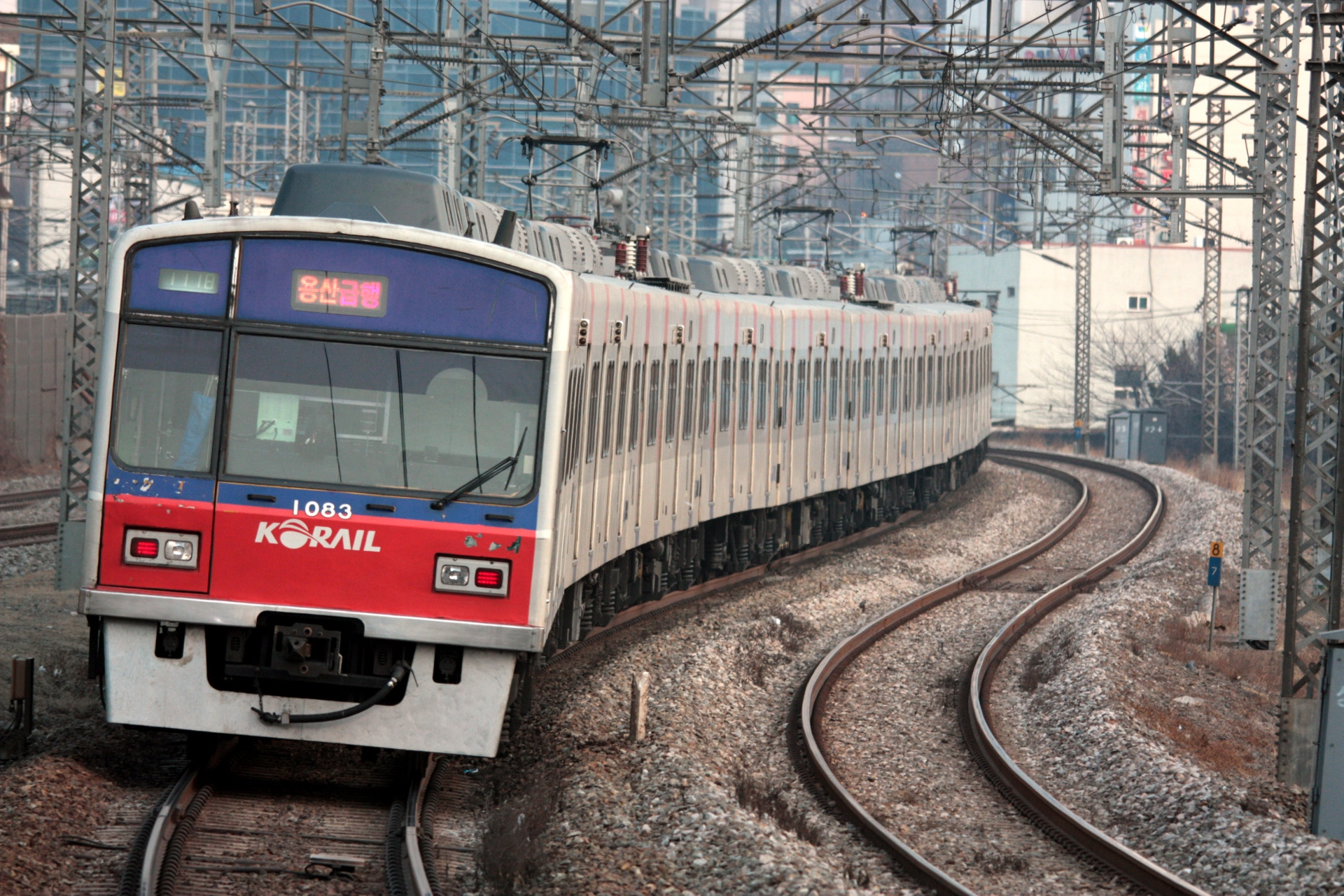
第3代列车新涂装（186号列车）
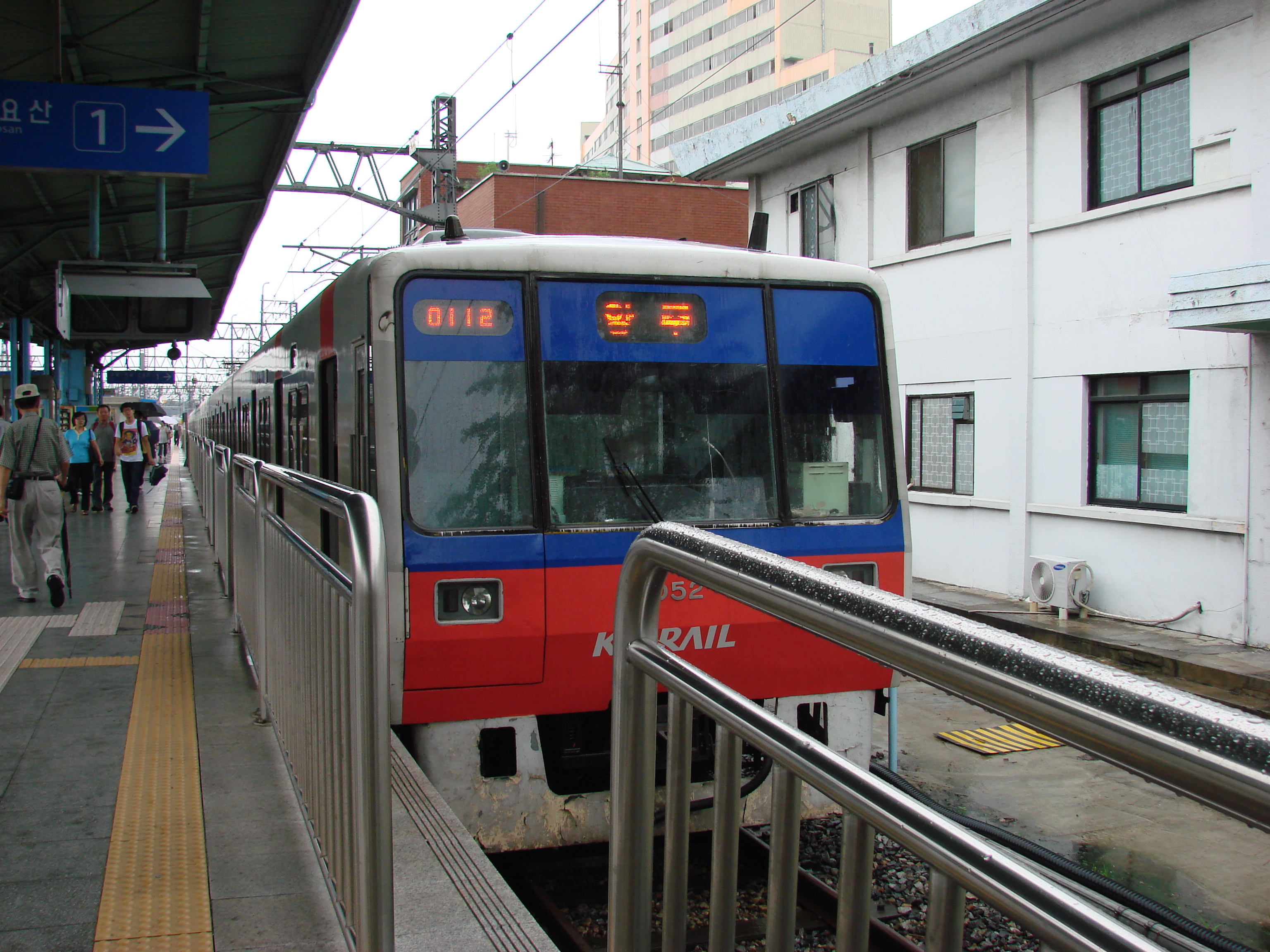
152号列车在仁川站
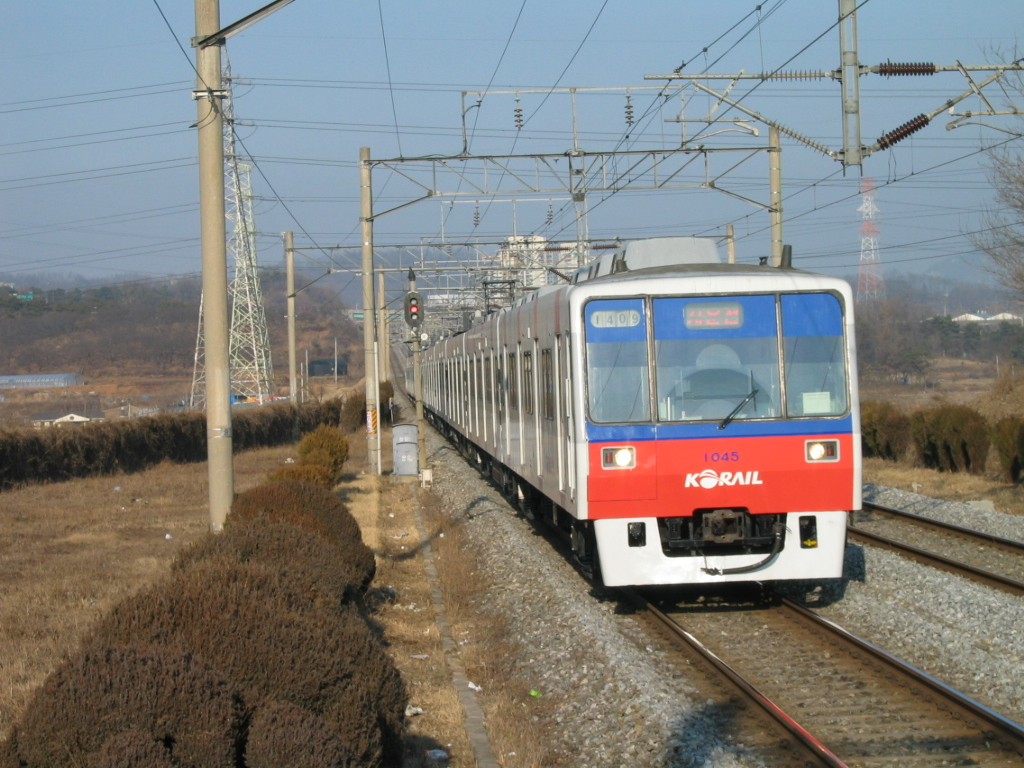
145号列车在安山线（回送中）
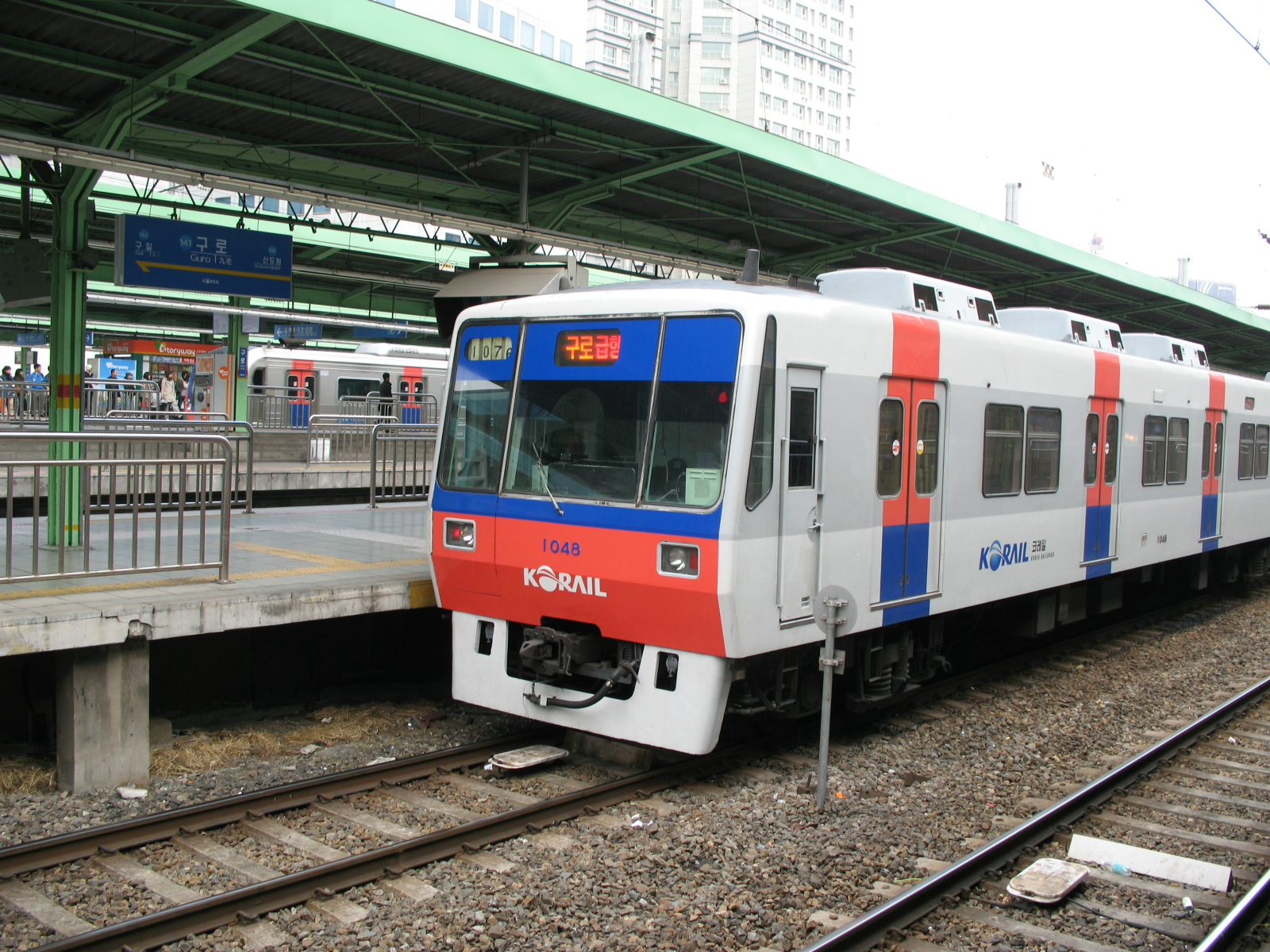
148号列车在九老站
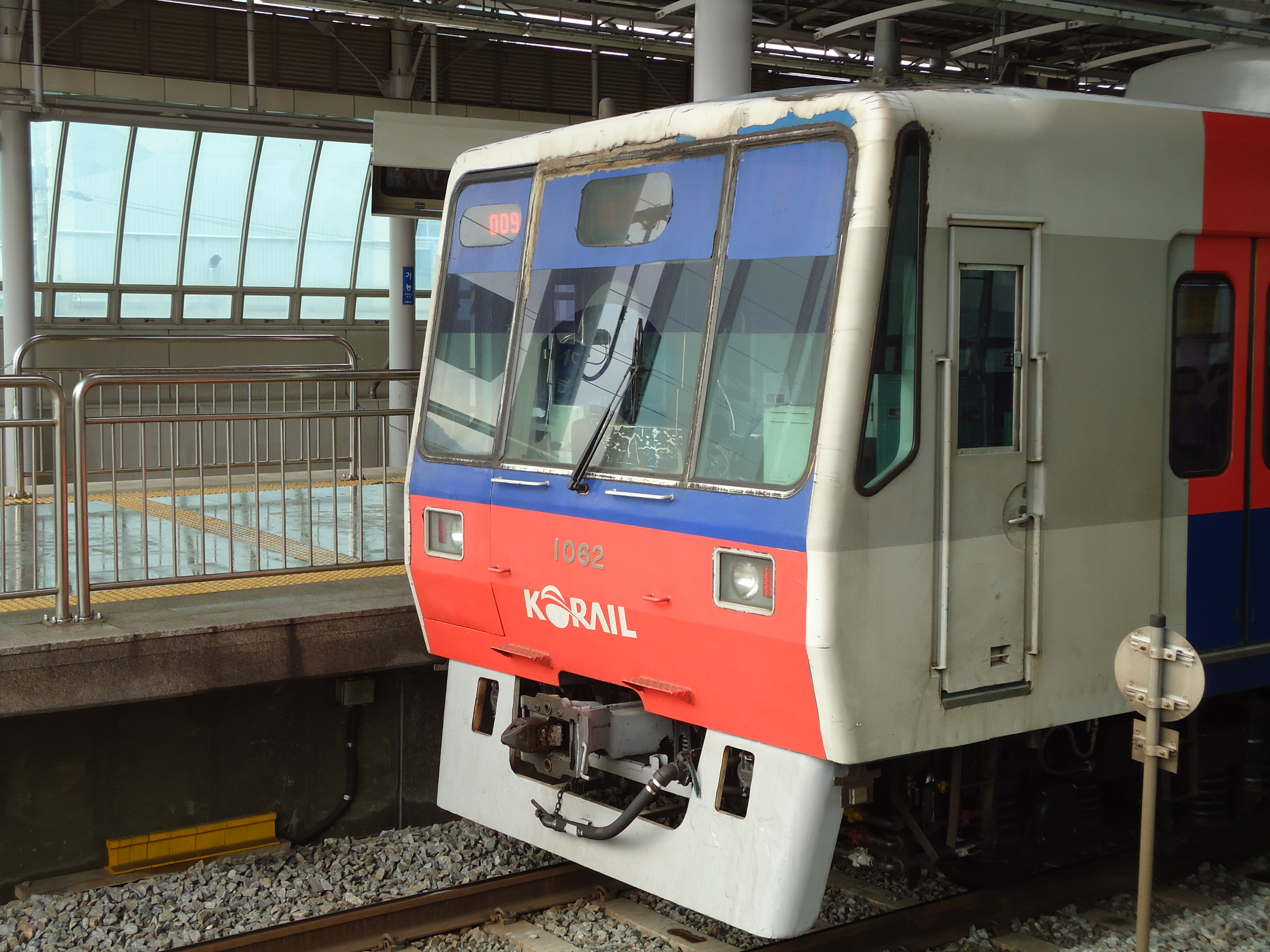
162号列车
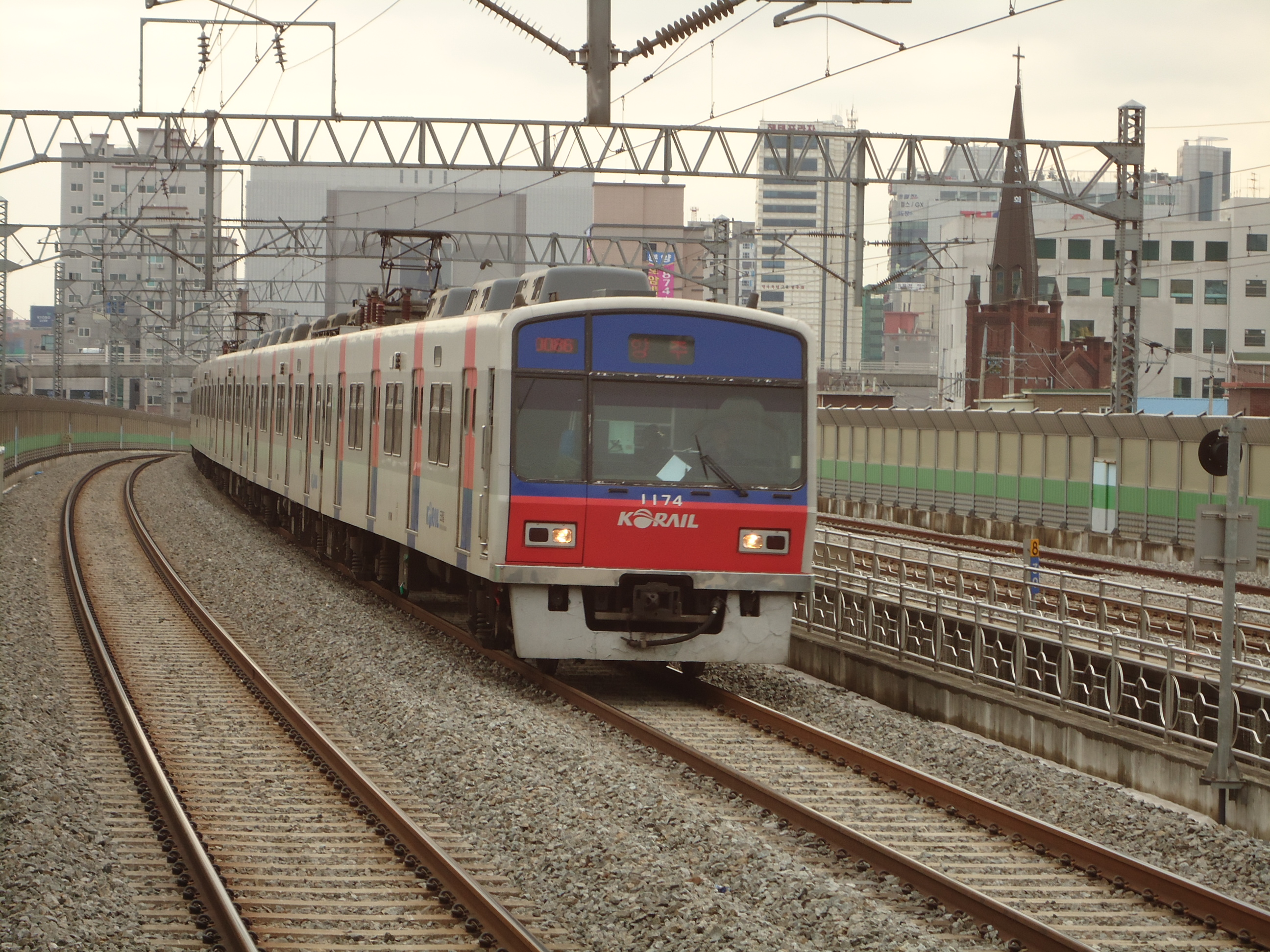
174号列车
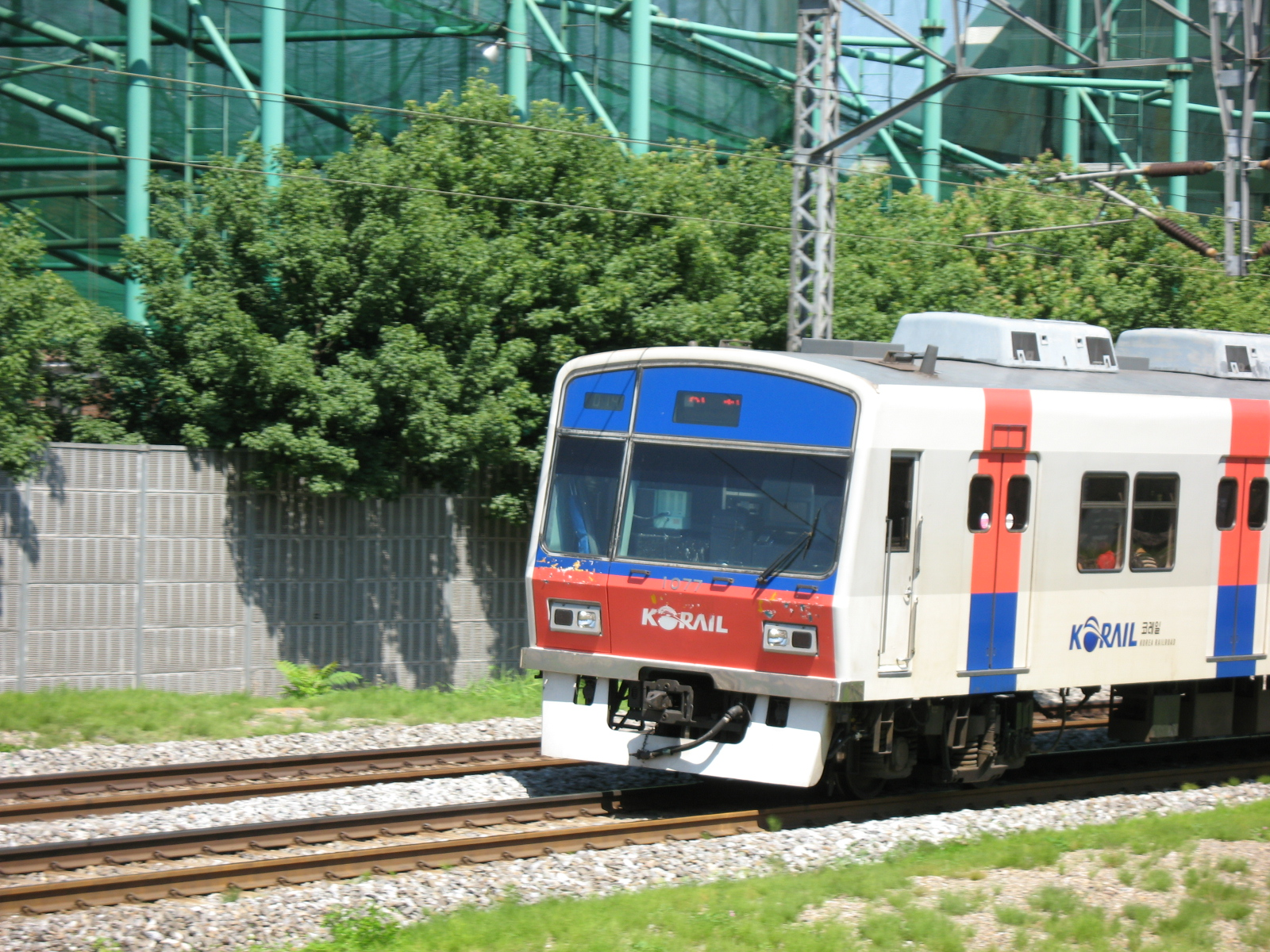
177号列车

## 编组
|          | 1000      |          |          |          |          |          |          |          |          |           |
| 車廂編號 | 1         | 2        | 3        | 4        | 5        | 6        | 7        | 8        | 9        | 10        |
| 集電弓   |           |          | ◇        |          |          | ◇        |          |          | ◇        |           |
| 形式區分 | 10XX (Tc) | 12XX (M) | 13XX (M) | 18XX (T) | 14XX (M) | 15XX (M) | 19XX (T) | 16XX (M) | 17XX (M) | 11XX (Tc) |
| 动力单元 | 单元1     | 单元1    | 单元1    | 单元2    | 单元2    | 单元2    | 单元2    | 单元3    | 单元3    | 单元3     |
| 其他設備 |           |          |          |          |          |          |          |          |          |           |
| 安裝機器 |           | CONT,CP  | Mtr,SIV  |          | CONT,CP  | Mtr,SIV  |          | CONT,CP  | Mtr,SIV  |           |
| 車輛重量 |           |          |          |          |          |          |          |          |          |           |
| 載客量   | 148人     | 160人    | 160人    | 160人    | 160人    | 160人    | 160人    | 160人    | 160人    | 148人     |

範例
- CONT：主控制裝置（電阻器）
- Mtr：主變壓器
- SIV：靜式變流器
- CP：電動空氣壓縮機

## 运行区间

### 现在运营区间
- 京釜线：龍山-九老
- 京仁线：九老-東仁川

### 过去运营区间
- 首尔地铁1号线：全区间
- 安山线：衿井-安山
- 果川线：衿井-仁德院
- 京元线：龙山-回基
- 京釜线：饼店-天安
- 中央线：回基-德沼
- 饼店基地线：全区间
- 京元线：回基-逍遥山

## 事故
2010年5月1日，车组编号为158的列车与5000系车组编号为575的列车在九老车辆基地发生了严重碰撞，导致车组编号为158的列车车厢（编号1158）损毁严重，其後因1158車廂不獲復修而整列158號列車直接退役。